# ラウル・ボヴァ
ラウル・ボヴァ（Raoul Bova、1971年8月14日 - ）はイタリアの俳優、モデル。元水泳選手。

## 略歴
1971年にローマで生まれ、10代の頃は水泳でイタリアのチャンピオンになるなどオリンピックを目指すほどの実力だったが、その後はモデルを経て、俳優となる。
2000年代以降はハリウッドに進出するなど、国際的に活動している。

## 私生活
2000年に結婚した妻キアラ・ジョルダーノとの間に3子をもうけるが、2013年に離婚。2013年からスペインの女優ロシオ・ムニョスと交際を始め、2女をもうける。

## 主な出演作品

### 映画
- 新・対決/恐怖の追憶 La piovra 8 - Lo scandalo (1997) ※テレビ映画
- ナイト・オブ・ゴッド I cavalieri che fecero l'impresa (2001) ※日本劇場未公開
- シルベスター・スタローン ザ・ボディガード Avenging Angelo (2002)
- 向かいの窓 La finestra di fronte (2003) ※日本劇場未公開、シネフィル・イマジカで放映
- トスカーナの休日 Under the Tuscan Sun (2003)
- エイリアンVS. プレデター AVP: Alien vs. Predator (2004)
- カロル 〜ローマ法王への歩み〜 Karol, un uomo diventato Papa (2005) ※テレビ映画
- ブレイブ・ソルジャーズ TNT自爆テロの恐怖 Nassiryia - Per non dimenticare (2007) ※テレビ映画
- ミラノ・コネクション Milano Palermo - Il ritorno (2007) ※日本劇場未公開
- シチリア!シチリア! Baarìa (2009)
- 我らの生活 La nostra vita (2010) ※イタリア映画祭2011での上映タイトルは『ぼくたちの生活』[7]
- ツーリスト The Tourist (2010)
- トレジャー・ガード ソロモンの指環と伝説の秘宝 Treasure Guards (2011) ※テレビ映画
- エイリアンVS. プレデター&AVP2 エイリアンズVS. プレデター 特別編終版 (2012) ※テレビ朝日系「日曜洋画劇場」で放映された特別編集版[8]
- 天使に恋して Angeli (2014) ※テレビ映画
- これが私の人生設計 Scusate se esisto! (2014) ※イタリア映画祭2015での上映タイトルは『生きていてすみません!』[9]
- ローマ発、しあわせ行き All Roads Lead to Rome (2015) ※カリテ・ファンタスティック!シネマコレクション2016にて上映[10]

### テレビシリーズ
- 恋するブライアン What About Brian (2006)
- ロックアウト Fuoco amico: Tf45 - Eroe per amore (2016)
- メディチ Medici (2018)